# Mitzieheffekt
Mitzieheffekt bezeichnet den Vorgang, dass sich ein Mensch unwillkürlich, ohne eine bewusste Eigenentscheidung, von Ereignissen oder anderen Personen zu einer Handlung verführen lässt, die er nicht eigenständig will bzw. nicht selbst verantwortet. Es handelt sich um einen in der Verkehrspädagogik und im Verkehrsrecht üblichen Fachausdruck, der aber auch allgemein in der Massenpsychologie zur Beschreibung sozialpsychologischer Vorgänge in Gruppen häufig Verwendung findet.

## Das Phänomen
Vom Mitzieheffekt betroffen sind vornehmlich Menschen, die sich mit Eigenentscheidungen schwer tun bzw. die ihre Eigenentscheidung einem Gruppenverhalten unterwerfen. Häufig resultiert das Verhalten aus Bequemlichkeit. Es kann ihm aber auch ein mangelndes Selbstwertgefühl zugrunde liegen. Beim sogenannten „Herdentrieb“, einer Erscheinung der Massenpsychologie, tritt das Verhalten besonders deutlich in Erscheinung. Er kennzeichnet sich durch ein unreflektiertes spontanes Mitlaufen des Einzelnen im Sog einer größeren Anzahl von Menschen. Auch bei „gruppendynamischen Prozessen“ in Paniksituationen, in der Kriminalistik und im Finanzwesen (Herdenverhalten) ist das Phänomen des Mitzieheffekts häufig zu beobachten.
Der französische Soziologe Gustave Le Bon hat bereits 1895 in seinem Hauptwerk Psychologie der Massen dargestellt, wie Menschen, geschützt in der Anonymität der Menge, ihre persönliche Verantwortung aufgeben und sich von den Gefühlen und dem Tun der Gruppe willenlos mitreißen lassen. Le Bon spricht in seiner „Ansteckungstheorie“ (engl. Contagion theory) von einer Art hypnotischer Wirkung der umgebenden sozialen Gruppe, welcher der einzelne ausgesetzt ist und die tendenziell zu irrationalem Handeln führt.

## Kinderwelt

### Mitzieheffekt von Spielgerät
Nicht trainierte Kinder lassen sich beim Fußballspielen von der Bewegung des Balles leiten. Sie kennen noch kein taktisches Spiel und kein Einnehmen einer Zuspielposition. Vielmehr versucht jedes Kind, den Ball für sich zu erobern, und so zieht der rollende Ball jeweils eine Schleppe der Kinder hinter sich her.
Eine ähnliche Situation ergibt sich, wenn ein Spielgerät, etwa ein Ball, das Spielfeld verlässt und auf ein fremdes Gelände, z. B. auf das Nachbargrundstück, auf eine Straße oder auf Bahngleise rollt. Der Mitzieheffekt veranlasst das Kind, ihm spontan zu folgen, um das Spielgerät wieder einzufangen. Eine Verzögerung des unwillkürlichen Handelns tritt nur ein, wenn etwa der als bedrohlich bekannte Nachbar in Sichtweite ist. Die Verkehrserziehung nutzt der kindlichen Psyche zugängliche Bremswirkungen des gefährlichen Spontanverhaltens im Straßenverkehr, indem sie für das spielfreudige Kind schmerzliche, aber akzeptierbare Folgewirkungen in Form von Spielstrafen bei Regelverstößen mit dem Spiel verbindet. Das Spiel gilt als kindgemäße Methode, das Einhalten von Regeln und eine entsprechende Selbstdisziplin zur Vermeidung des unkontrollierten Mitzieheffekts zu lernen.

### Mitzieheffekt in der Gruppe
Bei einer Straßenüberquerung durch eine Kindergruppe lässt sich häufig beobachten, dass ein oder zwei Kinder unabhängig vom Ampelsignal über das Stehenbleiben oder Gehen entscheiden und die anderen ihnen blind folgen. Fassen sich die Kinder an den Händen, wird das Mitziehen bisweilen sogar optisch erkennbar. Bei Abenteuerunternehmungen bestimmen meist die Anführer die Entscheidungen und das Handeln der Clique. Dies gilt auch für das Rauchen und anderen Drogenkonsum. Besonders in ihren Eigenentscheidungen noch nicht gefestigte Kinder und Jugendliche tendieren häufig dazu, im Strom der Masse mitzuschwimmen, auch weil sie dazugehören und sich nicht als Sonderlinge oder Feiglinge ausgegrenzt sehen wollen. Zudem fördern Bequemlichkeit und Gruppensolidarität die Tendenz, sich dem Sog des Gruppenverhaltens hinzugeben.
Bei der Missachtung von Vorschriften, etwa der Schulordnung, bezeugt die hilflose Entschuldigung „Die anderen haben es ja auch gemacht“ die Abhängigkeit von dem Gruppentrend. So erklärt sich etwa das Entstehen einer verbotenen Schneeballschlacht auf dem Schulhof oder der gemeinsame nächtliche Ausflug aus dem Schulinternat, die sich im Mitzieheffekt des Gruppenverhaltens leichter ergeben als bei einer Entscheidung durch den Einzelnen. Der Einzelne wird aufgrund einer fehlenden Eigenentscheidung zum „Mitläufer“. Er wagt es nicht, sich dem Mehrheitswillen zu widersetzen und lässt sich im Schutz der Gruppe („das tun ja alle“) auch zu illegalen Handlungen hinreißen. Dem versucht die Pädagogik durch eine gezielte Erziehung zur Individualverantwortung entgegenzuwirken. Sie bedient sich dafür wiederum des Spiels und der es konstituierenden und deshalb allgemein anerkannten Regeln.

## Verkehrsrecht
Juristisch wird der Mitzieheffekt nach den Umständen des Einzelfalls als Augenblicksversagen beurteilt und von den Gerichten beispielsweise im Zusammenhang mit dem Überfahren einer roten Ampel und einer entsprechenden Verkehrsordnungswidrigkeit thematisiert:
Ein Rotlichtverstoß wird gemäß § 49 Abs. 3 Nr. 2, § 37 Abs. 2 Satz 2 Nr. 1 Satz 7 StVO, § 24, § 25 StVG mit einem bußgeldrechtlichen Regelfahrverbot geahndet, wenn er unter grober oder beharrlicher Verletzung der Pflichten eines Kraftfahrzeugführers begangen wird. Beruht ein Rotlichtverstoß jedoch auf einem sogenannten „Mitzieheffekt“, kann die Verhängung des an sich verwirkten Regelfahrverbots ausscheiden. Das gilt auch, wenn es auf Grund des Rotlichtverstoßes des Betroffenen zu einem Schaden gekommen ist. Die Gerichte sprechen dann von einem sogenannten Augenblicksversagen, das gegeben ist, wenn ein Verkehrsverstoß nicht auf einer groben Verletzung der Pflichten eines Kraftfahrzeugführers, sondern lediglich auf einer augenblicklichen Unaufmerksamkeit beruht, die jedem sorgfältigen Verkehrsteilnehmer unterlaufen kann.
Fall 1:
Die Betroffene hielt ihr Fahrzeug ordnungsgemäß vor der für sie Rotlicht zeigenden Lichtzeichenanlage an und fuhr schließlich infolge eines Wahrnehmungsfehlers, nämlich der Verwechslung des für sie geltenden Lichtzeichens, und – wie sich der in den Urteilsgründen dargelegten Aussage des Zeugen entnehmen lässt – aufgrund einer auf dem sogenannten Mitzieheffekt beruhenden Unachtsamkeit nach links in die Kreuzung ein, ohne die sich links von hinten nähernde Straßenbahn zu bemerken. Eine grobe Verletzung der Pflichten eines Kraftfahrzeugführers ist in diesem Verhalten nicht zu sehen.
Fall 2:
Ein Betroffener wurde, als er an der Ampel stand, offensichtlich unverschuldet, von einem anderen Verkehrsteilnehmer beschimpft. Hierdurch abgelenkt, ließ er sich von einem startenden Fahrzeug „mitziehen“ und übersah dabei, dass die Ampel für seine Fahrspur noch rot anzeigte. Er verursachte durch das Überfahren der roten Ampel einen Unfall. Das OLG Hamm entschied jedoch, dass in diesem Fall keine grobe Pflichtwidrigkeit, wie in § 25 Abs. 1 Satz 1 StVG gefordert, vorgelegen habe.
Anders verfällt es sich, wenn das Übersehen des Rotlichts auf einem groben Fehler beruht, beispielsweise an einer innerstädtischen Kreuzung mit mehreren Fahrspuren.

## Kriminalistik
Die Psychologen Harald Welzer und Thomas Brudermann beschreiben und analysieren in ihren Büchern, wie „ganz normale Menschen“ durch „psychologische Ansteckung“ in eine „kollektive Dynamik“ geraten können, die sie unter entsprechenden Umständen im Sog der anderen zu Verbrechern werden lassen. Auch hier zeigt der Mitzieheffekt seine Wirkung.

## Finanzwelt
Aus der Psychologie der Finanzkrisen und der Korruptionsbekämpfung ist bekannt, dass ein einsetzender Trend, auch aufgrund von gesteuerten (Fehl-)Informationen, einen Mitzieheffekt in Gang bringen kann, der, wenn er sich stärker ausbreitet, die Märkte in Turbulenzen versetzt und die Börsentitel tanzen lässt. Die Erforschung kollektiver Dynamiken liefert dazu die Erklärung: Sie ergibt sich aus der psychologischen Ansteckung, aus dem Mitzieheffekt und der menschlichen Neigung zur Orientierung und Nachahmung anderer im gemeinsamen sozialen Umfeld. Auch das Anlegerverhalten folgt oft irrational, unabhängig von den realen Marktgegebenheiten, einer bereits eingeleiteten allgemeinen Tendenz.

## Ausbildungskonsequenzen
Aus dem bekannten Phänomen des Mitzieheffekts und der entsprechenden Gefährdung ergeben sich notwendige didaktisch-methodische Konsequenzen für Verkehrserziehung, Fahrausbildung und Erwachsenenbildung.

### Verkehrserziehung
Die irrige Vorstellung früher Verkehrserzieher „Kinder haben keine Bremsen“, die in Büchern und mit Aufklebern noch bis in die 1990er Jahre verbreitet wurde, führte zu der fatalistischen Meinung, dass Kinder im Verkehr hoffnungslos auf das Verhalten der übrigen Verkehrsteilnehmer angewiesen seien und in der Folge zu einer weitgehenden Abstinenz einer effektiven Verkehrserziehung auf der Basis einer aktiven Selbstsicherung durch das Kind. Der Didaktiker Siegbert A. Warwitz stellte der Entmündigung des Kindes mit dem von ihm entworfenen Konzept einer „Verkehrserziehung vom Kinde aus“ die These entgegen „Kinder haben sehr wohl Bremsen. Sie müssen nur lernen, sie zu gebrauchen.“ Dieses Denkmodell verabschiedete sich von der Vorstellung vom Kinde als einem hilflosen Geschöpf und basierte stattdessen auf dem Verständnis des Kindes als einem lernwilligen, zu einer altersgerechten Eigenverantwortung und Selbstsicherung bereiten und fähigen Wesen. Für die entsprechenden Lernprozesse bedurfte es allerdings kindgemäßer Methoden und gut ausgebildeter Erzieher. Als solche präsentierte das Didaktikmodell u. a. das „Spiel an der Tabuzone“, bei dem das spontane Betreten unerlaubter Räume außerhalb des Spielfeldes in logischer Spielkonsequenz, für jedes Kind einsichtig, sanktioniert wird, indem die Spielregeln etwa eine „Auszeit“ in Form einer vorübergehenden „Krankenhausbehandlung“ oder eines „Polizeigewahrsams“ bei Betreten der gefährlichen Tabustraße vorsehen.
Unter Vorgabe des seit der Epoche der Aufklärung proklamierten Grundsatzes „Sapere aude“ (nach Immanuel Kant übersetzt: „Habe Muth, dich deines eigenen Verstandes zu bedienen“), müssen Kinder nach Warwitz über den Verkehrsumgang hinaus grundsätzlich möglichst früh dazu gebracht werden, den Mut aufzubringen, selbst zu denken und in allen sie betreffenden Lebensfeldern eigene Verantwortung wahrzunehmen, damit sie auch als Heranwachsende den Suggestivkräften ihrer Umgebung und den Verlockungen des kommerziellen Marktes eigene Vorstellungen entgegenzusetzen in der Lage sind.

### Erwachsenenbildung
Bei jugendlichen und erwachsenen Fahranfängern muss das Phänomen des Mitzieheffekts aus dem Unterbewusstsein über das Reflektieren ins Bewusstsein gehoben werden. Im Rahmen der vierstufigen Entwicklung zur Verkehrsreife stellt es ein Kriterium für die bereits im Kindesalter ansatzweise erreichbare Stufe „Verkehrsintelligenz“ dar. Sie wird von der Gesellschaft dem erwachsenen Verkehrsteilnehmer als Normalverhalten unterstellt. „Das Denkvermögen als Kontrollorgan“ einsetzen zu können, gehört im Verkehrsleben zur Qualifikation der Verkehrskompetenz. Es gilt darüber hinaus allgemein als ein Zeichen der Eigenständigkeit und bildet die Abwehrinstanz gegen den Mitzieheffekt, die das Abdriften in das Drogenmilieu, in Modetorheiten oder Marktabhängigkeit verhindern kann. Bei Defiziten in der Selbstkontrolle haben seitens der Gesellschaft Fahrschulen, Polizei und Gerichte eine regulierende Funktion zugeordnet bekommen, z. B. in Form einer individuellen Fallbehandlung und gegebenenfalls in einer verordneten Nachschulung, wie etwa durch Verkehrsunterricht.